# SN 2003ds
SN 2003ds – supernowa typu Ic odkryta 14 kwietnia 2003 roku w galaktyce M+08-19-17. W momencie odkrycia miała maksymalną jasność 18,00m.